# Eric Grate

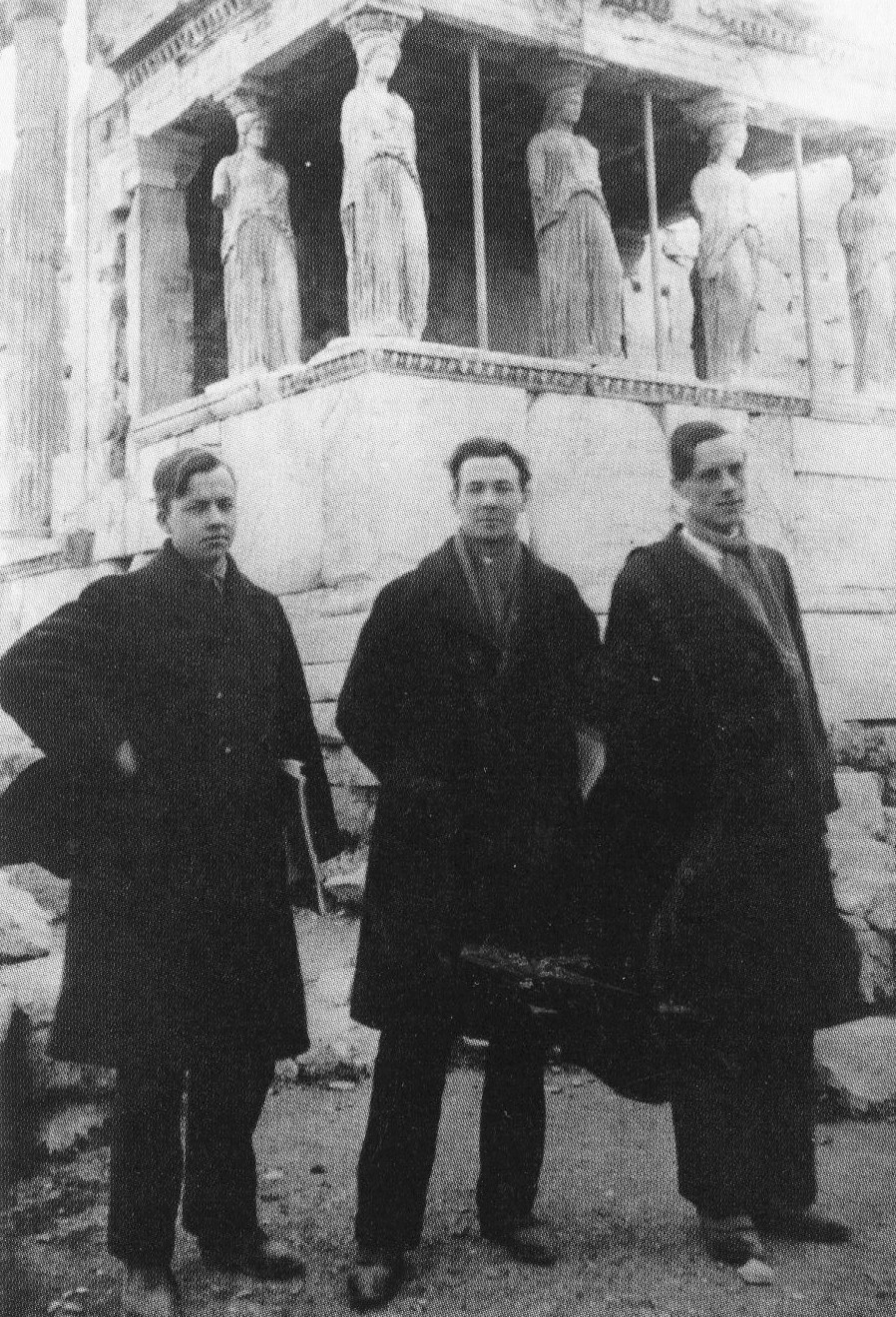
Erik Grate mit Dyre Vaa (links) und Paul Hedqvist (rechts) auf Studienreise in Athen, 1924.

Eric Gustaf Grate (* 14. August 1896 in Stockholm; † 3. August 1983 in Solna) war ein schwedischer Bildhauer, Maler und Grafiker.

## Leben
Eric Grate war der Sohn des Ingenieurs Georg Erikson und dessen Ehefrau Hilma, geborene Bredberg. Er heiratete 1922 Astri Nordgren, aus deren Verbindung der Kunsthistoriker Pontus Grate (1922–2018) hervorging. Seine zweite Ehefrau wurde 1937 Marianne Peyron, seine dritte Ehe ging er 1976 mit Ann-Margret Kirsebom, geb. Bergendahl (1920–2014) ein.
Grate war 1916 Student an der Kunstfachschule Tekniska skolan in Stockholm. Von 1917 bis 1920 studierte er an der Kunstakademie Kungliga Konsthögskolan ebenda. In den Jahren 1922 und 1923 führten ihn Studienreisen nach Deutschland, insbesondere nach München. 1923 und 1924 bereiste er Italien und Griechenland. 1924 kam er nach Paris, wo er bis 1934 lebte. Zwischen 1931 und 1932 führte er dort öffentliche Aufträge aus, 1934 kehrte er zurück nach Schweden.
Die Kunstakademie in Stockholm berief ihn von 1941 bis 1951 zum Professor für Skulptur. Grate gehörte in den Jahren 1948 bis 1951 zusammen mit Stig Dagerman, Hjalmar Gullberg, Ingemar Hedonius, Paul Hedqvist, Erik Lindegren, Egon Möller-Nielsen, Endre Nemes, Ragnar Sandberg und Alf Sjöberg der Redaktion der schwedischen Kulturzeitschrift Prisma an.
1968 zog Grate nach Solna, wo er 1983 verstarb. Er wurde auf dem Friedhof von Ulriksdal zur letzten Ruhe gelegt.

## Ausstellungen und Preise
1929 folgte er einer Einladung des schwedischen Kunstvereins für öffentliche Kunst Sveriges Allmänna Konstförening und stellte seine Arbeiten in der Kunsthalle Liljevalchs (Liljevalchs konsthall) in Stockholm aus. 1930 nahm er an der internationalen Ausstellung postkubistischer Kunst von Otto Gustaf Carlsund (aus der Künstlergruppe Art concret) in Stockholm teil. 1930 bis 1934 zeigte er seine Arbeiten in einer Reihe von Ausstellungen in Brüssel und Paris, unter anderem mit Vertretern der École de Paris.
Vom Kurator des Schwedischen Nationalmuseums Ragnar Hoppe in Stockholm beauftragt, arrangierte er dort 1932 eine Ausstellung postkubischer und surrealistischer Kunst. Die Ausstellung zeigt unter anderem Werke von Hans Arp, Georges Braque, Massimo Campigli, Otto Carlsund, Marc Chagall, Giorgio de Chirico, Max Ernst, Otto Rost, Wassily Kandinsky, Paul Klee, Fernand Léger, Joan Miró, Erik Olson, Francis Picabia und Pablo Picasso. Die Veranstaltung geriet in Schweden mit ihrem Inhalt Moderner Kunst als Konstskandal in die Kritik.
1934 hielt er Einzelausstellungen in Örebro, Karlstad sowie in der Stockholmer Galerie Färg och Form. 1937 nahm er an der Weltfachausstellung Paris teil. 1945 stellte er zusammen mit dem finnischen Künstler Hugo Zuhr in den Konsthallen in Göteborg aus, 1946 war er an einer Ausstellung schwedischer Kunst in London beteiligt. Im Kunstverein von Västerbotten stellte er 1948 zusammen mit Otte Sköld aus.
1952 zeigte er Arbeiten auf der Biennale di Venezia. In der schwedisch-französischen Kunstgalerie in Stockholm hatte er 1954 eine Einzelausstellung; gefolgt von einer Einzelausstellung in den Konsthallen von Göteborg 1955. Zudem nahm er an der Ausstellung der Nordic Art Association in Rom teil. 1959 erfolgte seine Teilnahme an der Biennale in Antwerpen und an einer skandinavischen Ausstellung in Lima, Peru.
1960 hatte er Ausstellungen in der Kunsthalle Lund, dem Norrköping Museum und im Kunstneernes Hus in Oslo. In diesem Jahr wurde er mit dem Sergelpriset (Sergel-Preis) ausgezeichnet. 1963 folgten Einzelausstellungen im Musée National d’Art Moderne in Paris (auf Einladung Frankreichs) und im Musée d’Ixelles in Brüssel sowie im Museum der Schönen Künste Antwerpen. 1964 zeigte er Werke im belgischen Musée St. Pierre in Gent, in Schweden war er mit seinen Arbeiten auf einer retrospektiven Ausstellung an der Akademie der Bildenden Künste in Stockholm und weiteren Ausstellungen in Skövde und Eslöv präsent. 1967 beschickte er Veranstaltungen im Konstnärshuset und der Thielska Galleriet in Stockholm und erneut im Norrköpings Museum.
Zusammen mit Endre Nemes zeigte er 1971 Exponate in Prag (Národní Galerie), Bratislava und Ostrava. Im gleichen Jahr nahm er mit seinen Arbeiten an der NUNSKU-Ausstellung schwedischer Kunst in Dakar, Senegal teil. Die Galerie Cobra in Göteborg zeigte in diesem Jahr ebenfalls Werke von Grate. 1976 fand eine retrospektive Ausstellung in der Stockholmer Liljevalchs Konsthall statt.
1977 beteiligte er sich an der Ausstellung Fantasys Befreiung im Kunstmuseum Västerås, u. a. zusammen mit Endre Nemes, Carl-Otto Hultén, Max Walter Svanberg, Gösta Kriland und Mitgliedern der Halmstad-Gruppe. Die Ausstellung wurde später im Eskilstuna-Museum, im Norrköping-Museum und im Halland-Museum in Halmstad gezeigt.
1993 wurde der Eric-Grates-Park angelegt, ein Skulpturenpark am Centralvägen 15 in Solna. Hier befinden sich Grates Bronzeskulpturen Oberon, Nike de Sant Andria und Sparvguden.

## Werke (Auswahl)
Während seiner Zeit in Paris fand Grate in Paris Gefallen am Surrealismus. Bis in die 1950er Jahre arbeitete er dann überwiegend in den Stilen der Klassischen Kunst und des Postkubismus. Seine Werke trugen Titel wie:
- Bergslagsurnan, Majorna in Göteborg
- Faunfigur von 1923, Hotel Liseberg, Kryddgården, Heden, Göteborg
- Statyer på Norra Kungstornet von 1925, Kungsgatan in Stockholm
- Fontän med dryad von 1932, Konzerthaus Örebro
- Relief über dem Eingang der Konsthallen von 1936, Falun
- Folkvisan von 1937, Bromma Gymnasium in Stockholm, im Liseberg-Vergnügungspark in Göteborg und im Bäckängsgymnasiet in Borås
- Årstiderna, 1937–1941, Rosenbad, Stockholm
- Folket och tekniken
- Teil eines Reliefs aus Schamotten von 1937, Wanddekoration für die Weltfachausstellung Paris 1937, Laufhof Runö, Åkersberga
- De fyra vindarna, 1937–1941, vier Reliefs am Rathaus von Göteborg
- Kanzel der Sankt Nikolai kyrka in Örebro, 1939
- Humlan von 1939, im Außenbereich des Örebro Läns Museum[7]
- Badet und Nereid von 1943, zwei Terrakottareliefs im Badehaus von Trelleborg
- Sommaren (auch Ung man) von 1944, Granitskulptur, 224 cm hoch, Utmarksgatan, Lundby, Göteborg
- Våren von 1944, Bronze, 125 cm hoch, Kaggeledstorget in Härlanda, Göteborg und im Museumspark von Alingsås
- Anadyomene, 1947–1952, Hudiksvall
- Förvandlingarnas brunn, 1943–1955, Granit, Maraboupark in Sundbyberg
- Navigare necesse est von 1953, Bronze, Rödabergsskolan, Stockholm
- Liggande kvinna, um 1954, Bronzebrunnen, Torget, Västertorp, Stockholm
- Trädet,  um 1954, Bronzebrunnen, Torget, Västertorp, Stockholm
- Två dansande von 1955, Byttorpskolan in Borås
- Rituell dans von 1959, Granit, im Garten des Olle Olsson Hagalund-museet
- Vindarnas grotta, 1960–1971, am Fiskartorget vor dem Rathaus von Västerå
- Monument över Yxman von 1967, Bronze, 3,5 Meter hoch, Rålambshovsparken bei Kungsholmen in Stockholm. Repliken in kleineren Formaten stehen bei Blockhusudden, Djurgården in Stockholm und im Europäischen Parlament in Straßburg
- Gudinna vid hyperboreiskt hav, 1949–1956, vier Meter langer Granitbrunnen, Rådhustorget in Gävle
- Det entomologiska kvinnorovet, 1956–1958, Bronze, Karolinska-Institut in Solna
- Snäckfågel, 1960–1961, Bronze, 255 cm hoch, vor dem Hotel Opalen in Göteborg und am Stora Torg in Eslöv
- Silvatica, Bronze, Esplanade in Nässjö
- Nike från Sant Andria, 1967–1968, Bronze, 206 cm hoch, Södra Promenaden, vor der Stadtbibliothek in Norrköping
- Vindarnas grotta, 1960–1971,  Fiskartorget in Västerås
- Apoteus till Norrland, 1970–1971, Relief aus rotem Sandstein, Karlavägen 45 in Stockholm
- Sparvguden, 1972–1973, Eric Grates Park, Rathaus Solna
- Hjärtblad von 1974, Landstingshuset in Kristianstad
- Urnkvinna Daphne, 1956–1960, Diagnosezentrum Universitetssjukhuset Mas (UMAS), Malmö

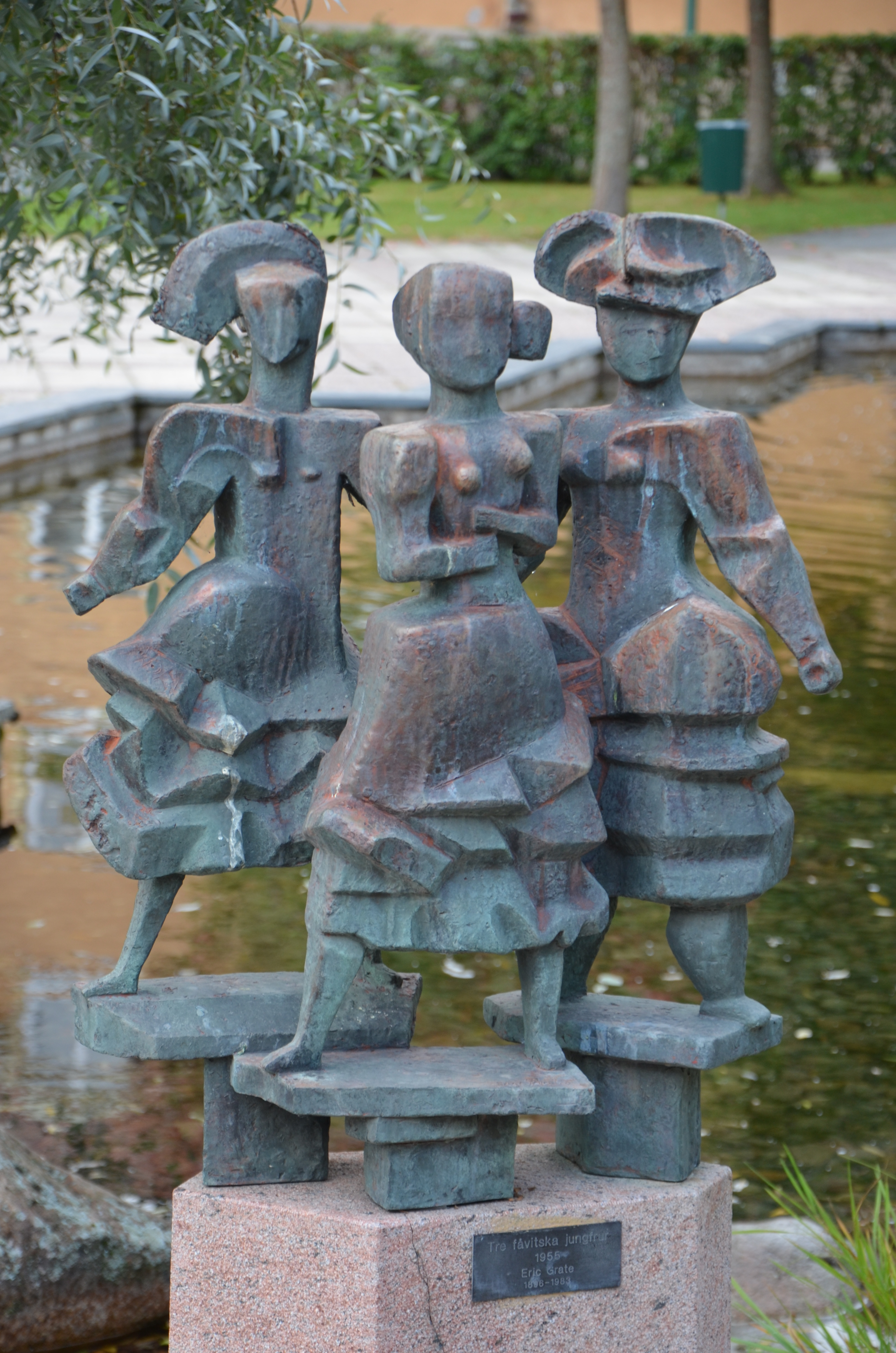
Tre fåvitska jungfrur im Mästarnas Park von Hällefors
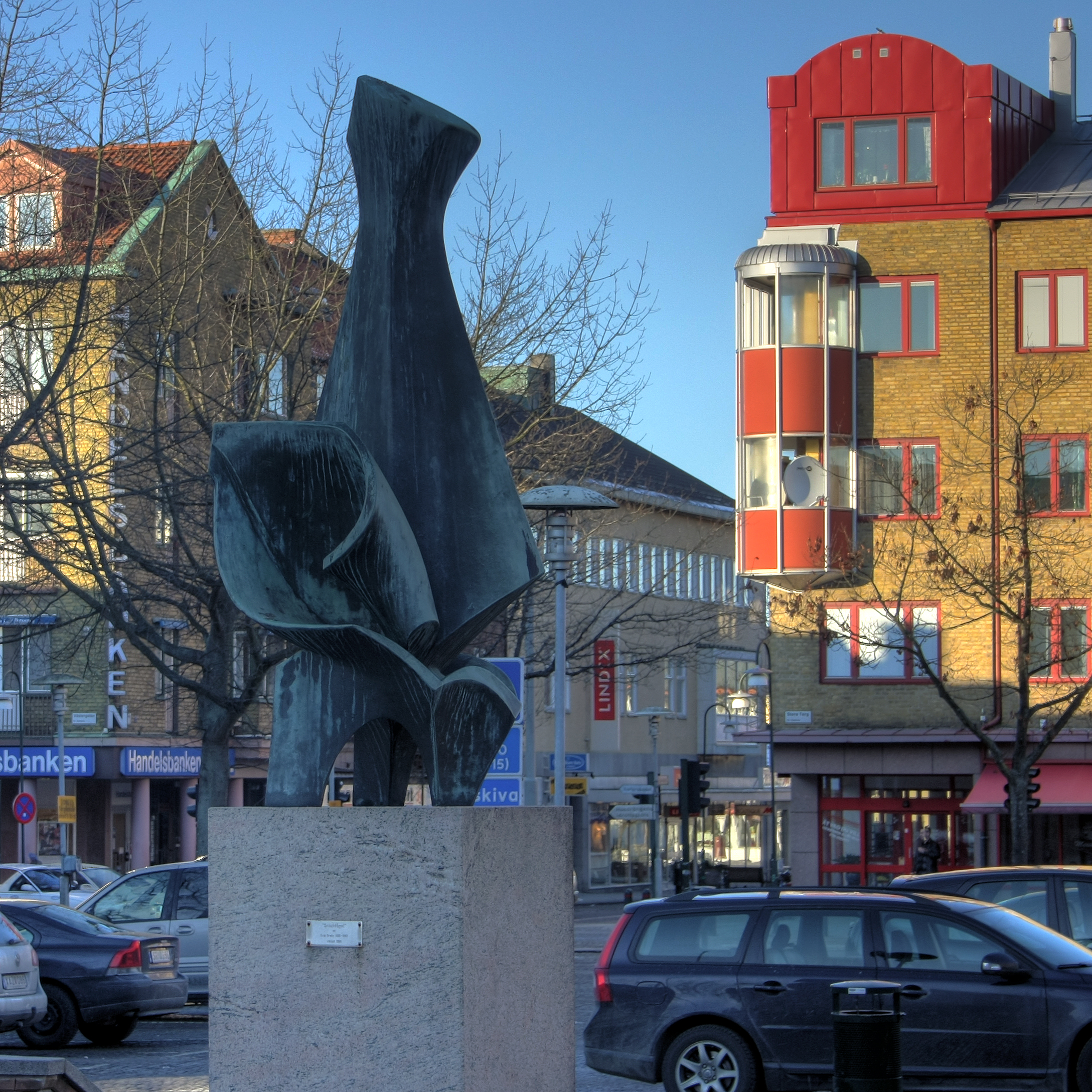
Snäckfågel, Stora Torg in Eslöv
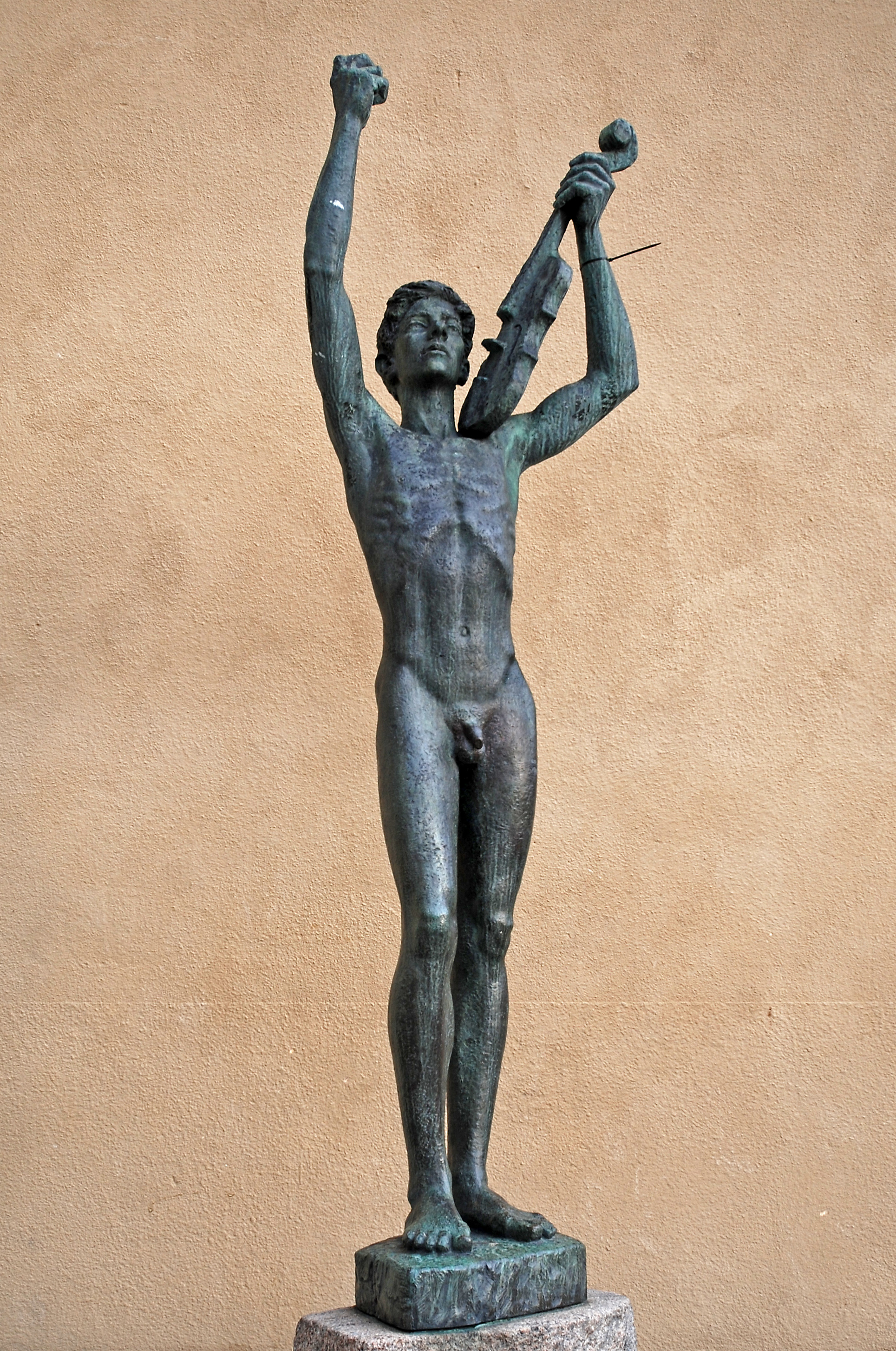
Folkvisan, Bromma Gymnasium in Stockholm
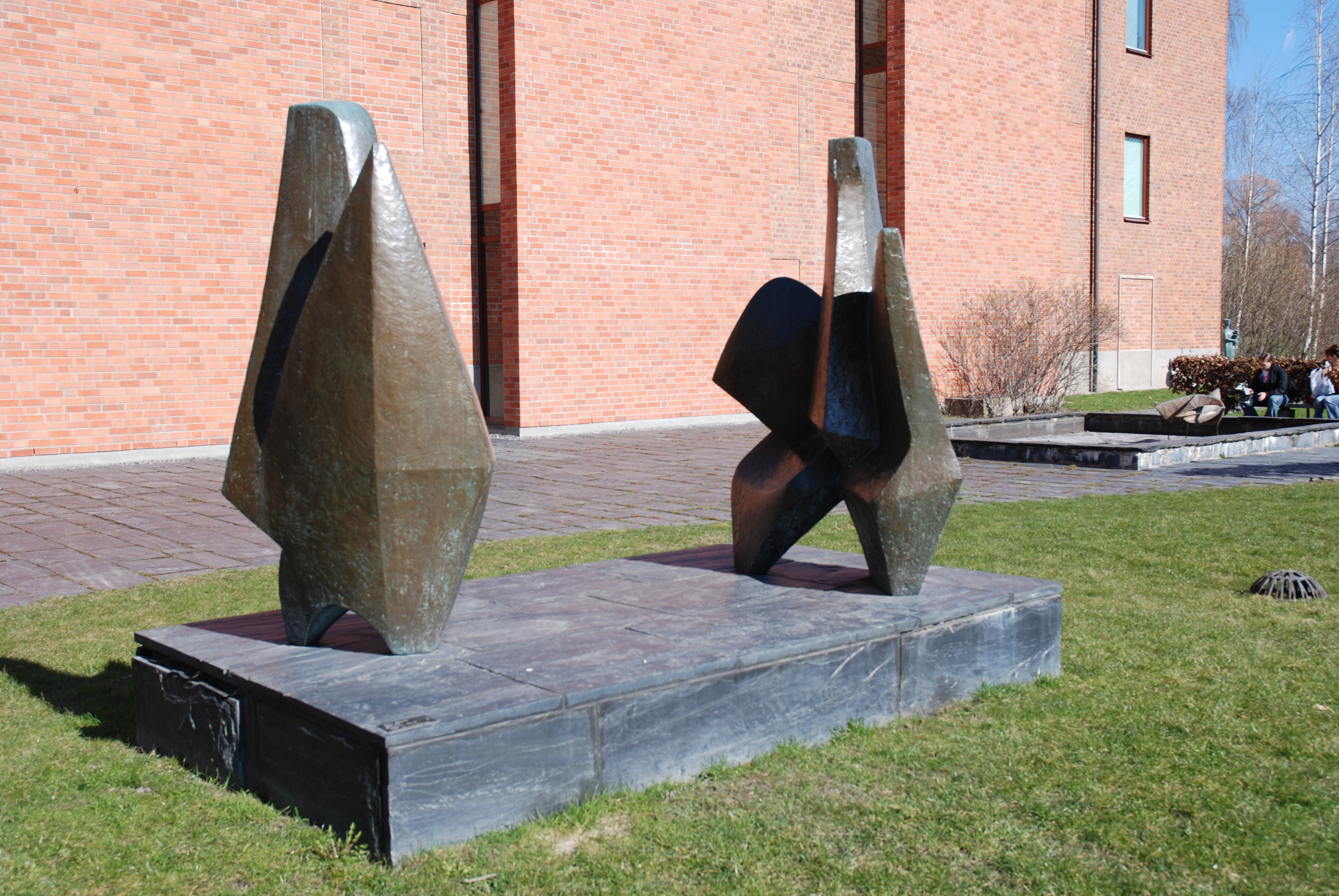
Skulptur im Konstmuseum Norrköping
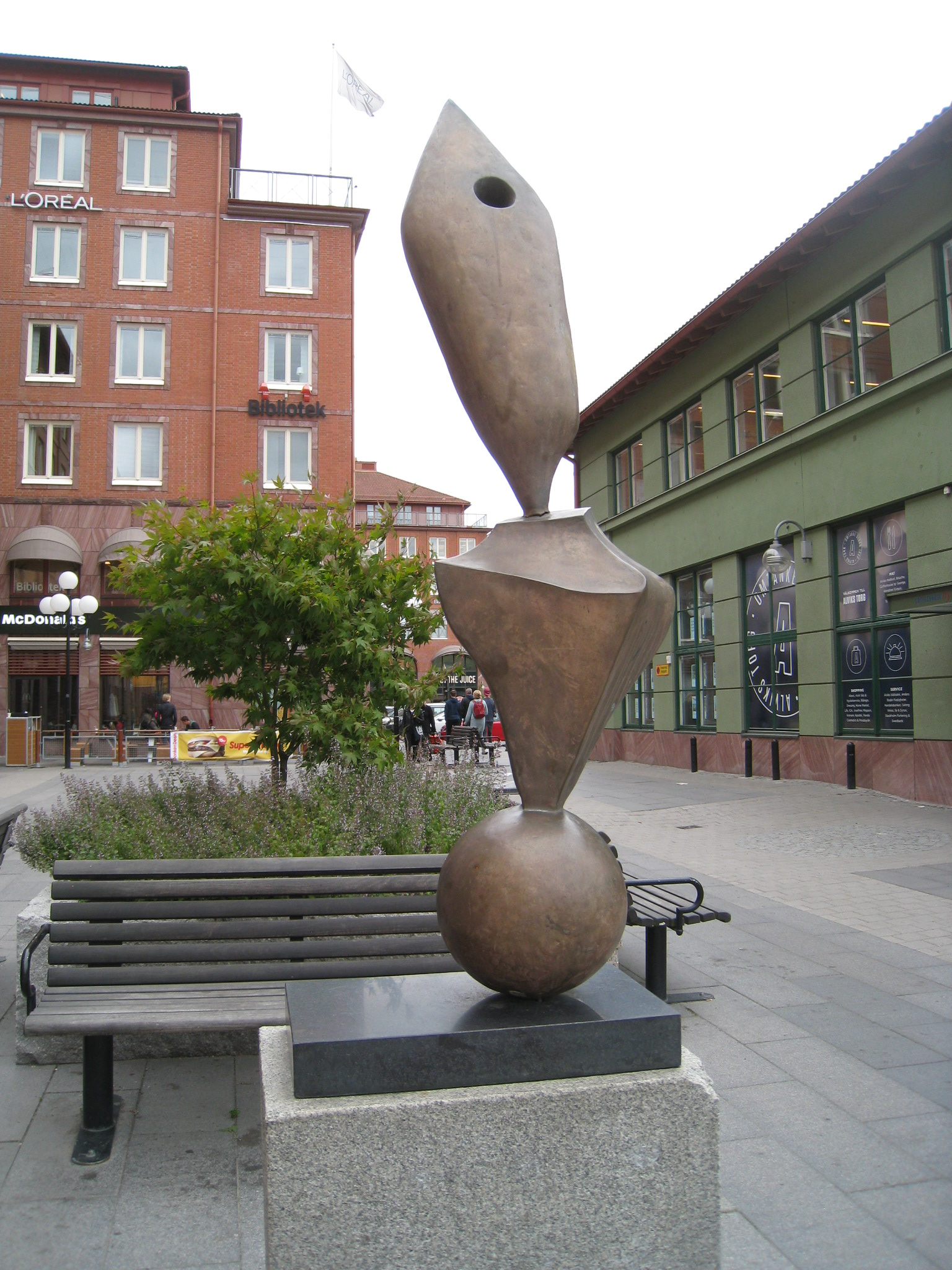
Clown på klot, Gustavslundsvägen 34, Alviks Torg in Bromma, Stockholm
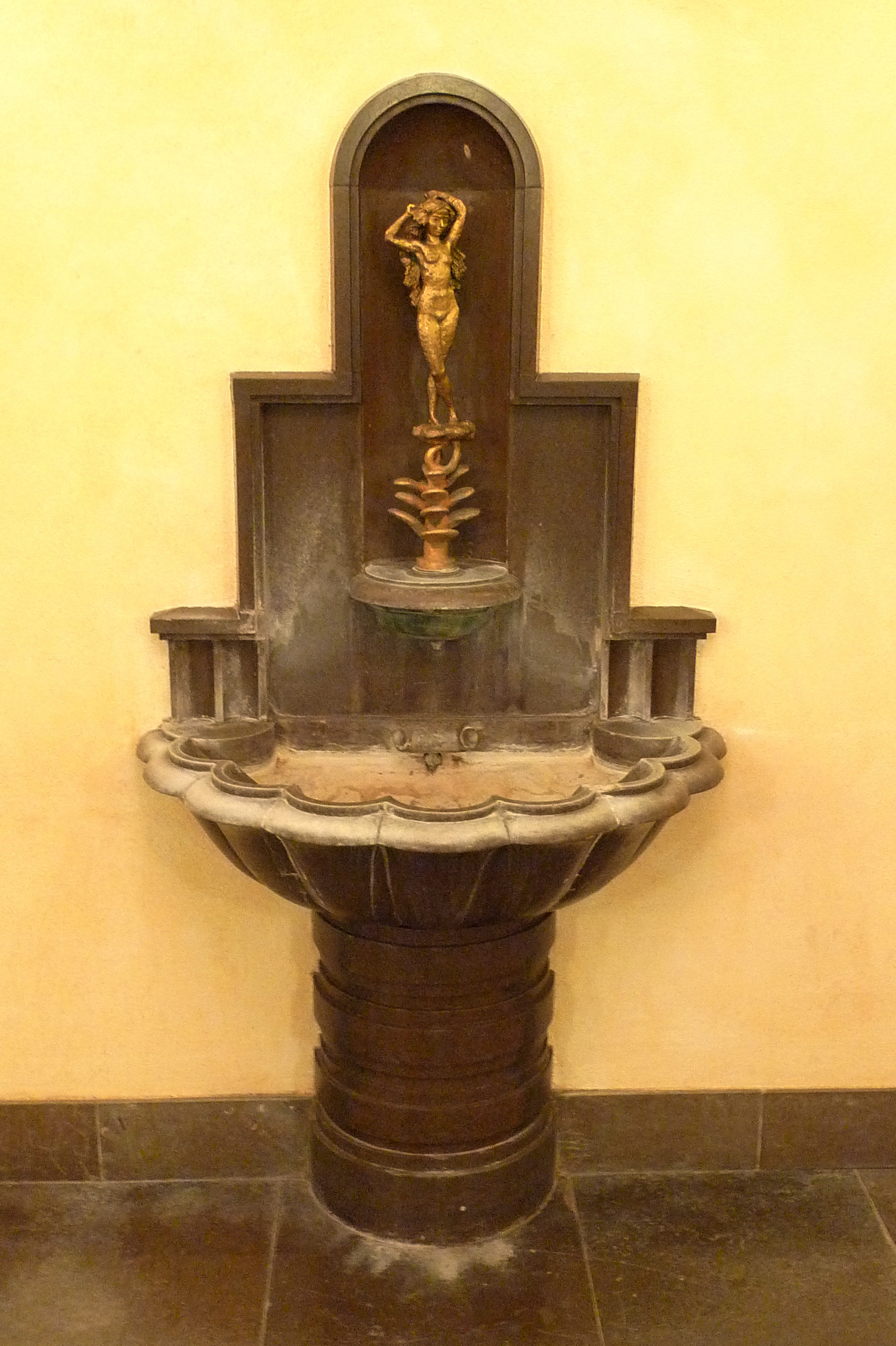
Brunnen im Konzerthaus von Örebro
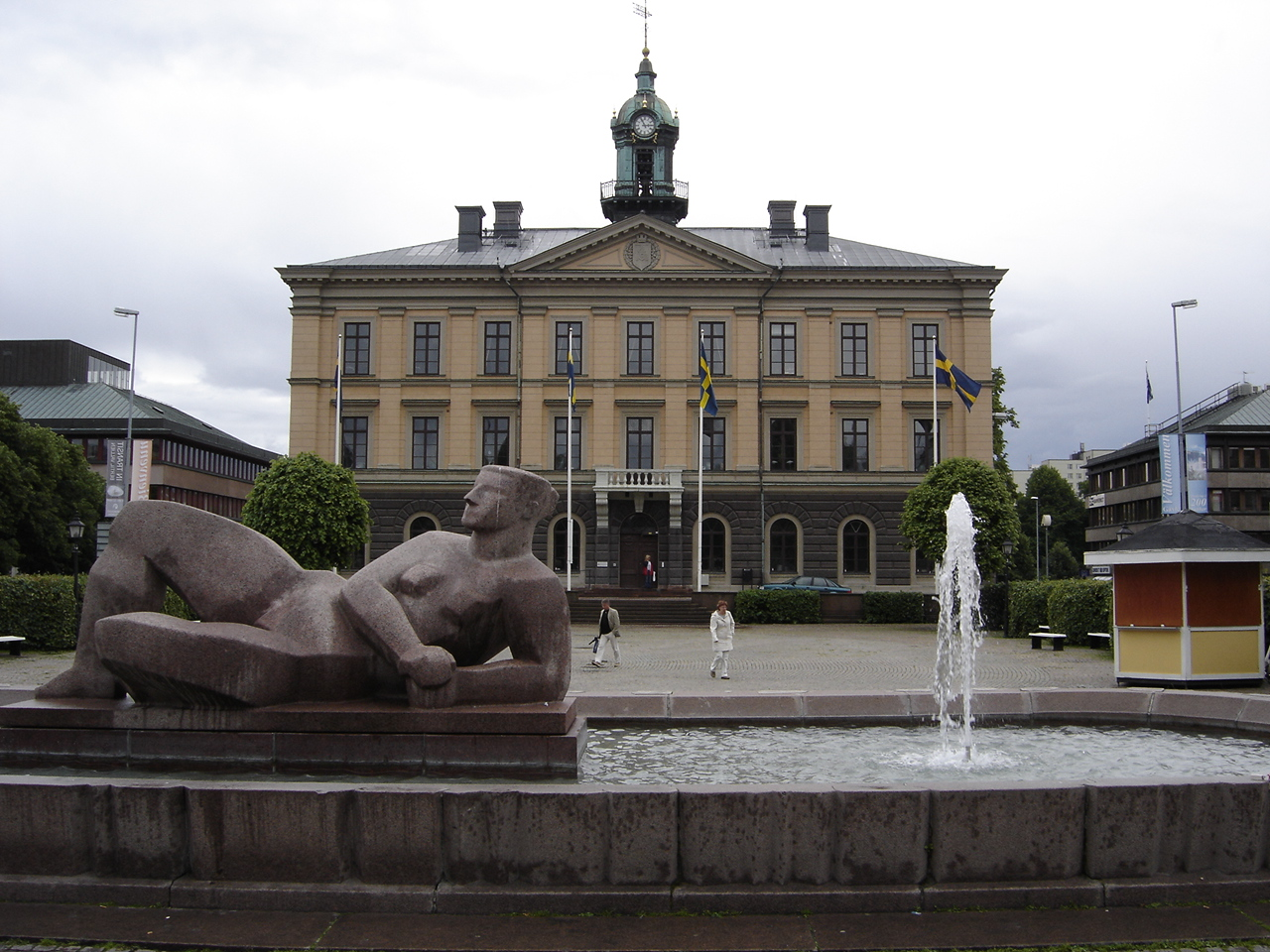
Gudinna vid hyperboreiskt hav vor dem Rathaus Gävle
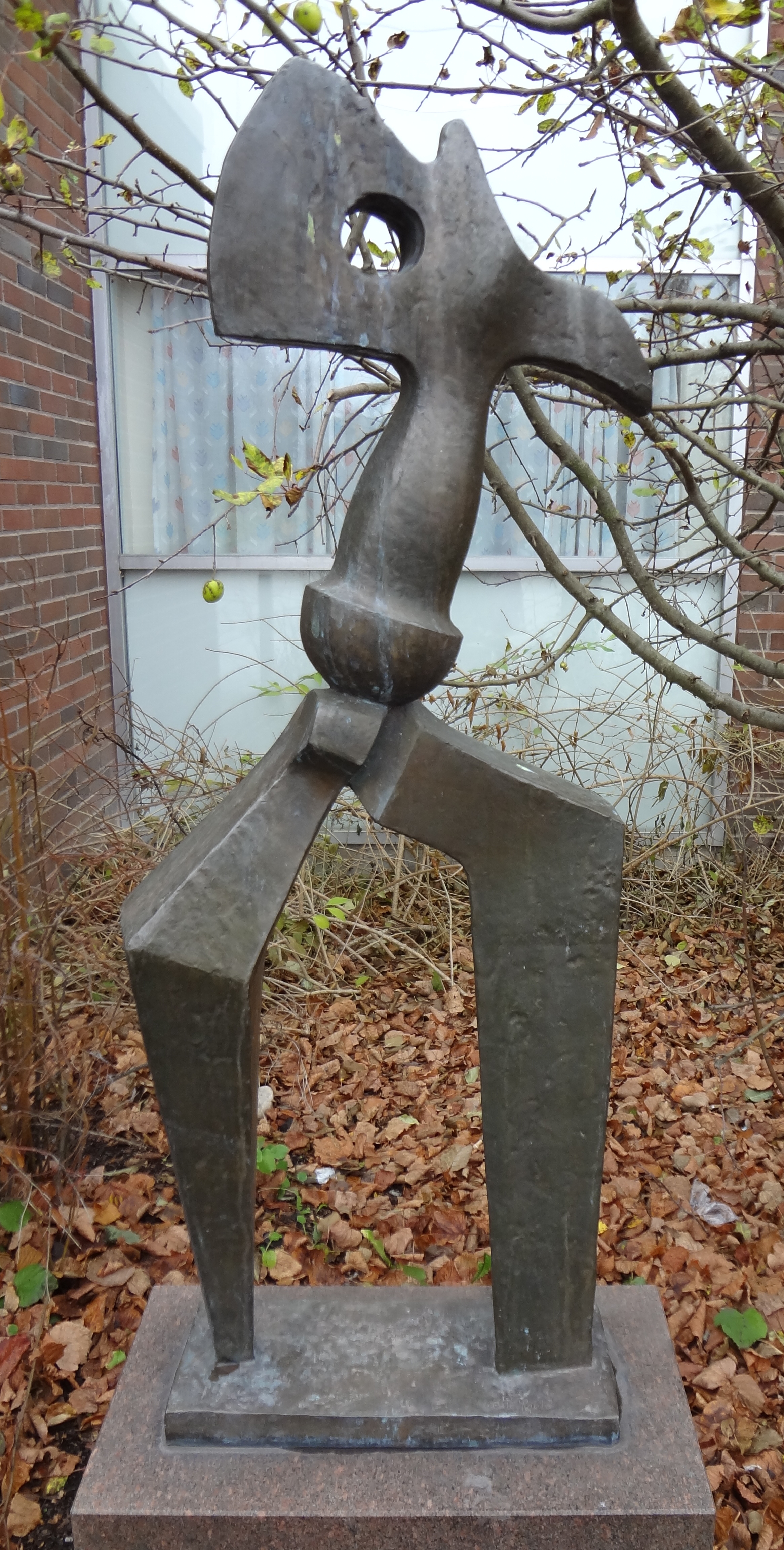
Yxmannen, Rekarneskolan in Eskilstuna